# 송정동 (서울)
송정동(松亭洞)은 대한민국 서울특별시 성동구의 행정동, 법정동이다.

## 개요
송정동은 동일로를 경계로 광진구와 접하여 있고, 중랑천변에 설치된 송정제방을 안고 동서로 길게 위치해 있다. 동명은 문헌이나 구비설화로 전해 오는 것이 없어 그 유래를 알 길이 없으나 다만 송정동 앞에 솔마장벌 또는 양마장평으로 불리는 들판이 있는데 이곳이 양마장 솔마장과 관계가 있어 ‘숫마장’, 즉 ‘숫말을 기르는 곳’이라 하여 숫마장으로 부르던 것이 차츰 전음되어 ‘솔마장’으로 되고 그것이 다신 한자로서 송정(松亭)이라 하지 않았나 추측된다. 조선시대에는 경기도 양주군 고양주면에 속했으며, 1894년 갑오개혁 때에는 한성부 남서(南署) 두모방(성외) 전관계 장내능동이 되었다. 일제강점기인 1911년 경성부 두모면 장내능동이라 했으며, 1914년 경성부 행정구역을 새로 정할 때 경기도 고양군 독도면 송정리라 하였다. 해방 후 1949년 서울특별시에 편입되어 성동구에 속하였으며, 1950년 송정리를 송정동으로 승격하여 현재에 이르고 있다.

## 법정동
- 송정동

## 교육
- 서울송원초등학교

## 명소
- 송정제방공원

## 같이 보기
- 대한민국의 행정 구역